# Funningur község
Funningur község (feröeriül: Funnings kommuna) egy megszűnt község Feröeren.

## Történelem
A község 1906-ban jött létre Eysturoy egyházközségből való kiválással. Végső formáját 1948-ban nyerte el, amikor kivált belőle Gjógv község.
2009. január 1-jén beolvadt Runavík községbe.

## Önkormányzat és közigazgatás

### Települések
Települések és népességük:
| Település | Mióta a község része | Előző község          | Meddig a község része | Következő község | Megjegyzés         |
| --------- | -------------------- | --------------------- | --------------------- | ---------------- | ------------------ |
| Funningur | 1906                 | Eysturoy egyházközség | 2008. december 31.    | Runavík község   | A község székhelye |
| Gjógv     | 1906                 | Eysturoy egyházközség | 1948                  | Gjógv község     |                    |

### Polgármesterek
- Peter Petersen, Funningur (1906-1908)
- Petur Christian Joensen, Gjógv (1909-1918)
- Hans Johannesen, Funningur (1918-1921)
- Johan Kallsoy, Gjógv (1922-1930)
- Jacob Sofus Jacobsen, Gjógv (1931-1934)
- Sofus Debes, Gjógv (1935-1938)
- Daniel Klein, Gjógv (1939, 1941)
- Petur A. Petersen, Funningur (1940, 1942)
- Petur S. Dahl, Funningur (1943-1946)
- Leivur Klein, Gjógv (1947)

....
- Jóhan Petur Johannesen (1997–2004)
- Marjun Juul Johannesen (2005–2008)

## Népesség
| Év              | Lakosság |
| --------------- | -------- |
| 1986. január 1. | 107      |
| 1991. január 1. | 114      |
| 1996. január 1. | 107      |
| 2001. január 1. | 90       |
| 2006. január 1. | 83       |